# SummerSlam (2007)
SummerSlam 2007 là chương trình pay-per-view SummerSlam được tổ chức lần thứ 20 của World Wrestling Entertainment.Nó sẽ được tổ chức vào ngày 26 tháng 8,2007 tại Continental Airlines Arena ở East Rutherford, New Jersey. Bài hát chính thức của chương trình là "Whine Up" của Kat DeLuna hát cùng với Elephant Man.Khẩu hiệu của sự kiện lần này là "The Party is Over" (Bữa tiệc đã kết thúc).
Sự kiện này được chính thức thông báo vào phần kết của chương trình RAW ngày 28 tháng 12,2006 và được dán ở trong nhà thi đấu.vé dành cho SummerSlam 2007 được bán vào ngày 30 tháng 12 và vé đã được bán hết trong vòng 40 phút.

## Các trận đấu sẽ diễn ra
- Dark match: Lance Cade và Trevor Murdoch đánh bại Paul London và Brian Kendrick
- Kane đánh bại Finlay (8:48)
  - Kane hạ Finlay sau đòn chokeslam.
- Umaga đánh bại Carlito và Mr. Kennedy trong trận Triple Threat match để giữ lại đai WWE Intercontinental Championship (7:22) 
  - Umaga hạ Kennedy sau đòn Samoan Spike.
- Rey Mysterio đánh bại Chavo Guerrero (12:04)
  - Rey hạ Chavo sau đòn 619 and a Pickin' Da Dime.
- Beth Phoenix đánh bại Michelle McCool, Torrie Wilson, Melina, Mickie James, Jillian Hall, Kelly Kelly, Kristal Marshall, Victoria, Layla, Maria, và Brooke tring trận Interpromotional Diva Battle Royal (7:09)
  - Beth loại Michelle cuối cùng để trở thành thách thức #1 cho chức vô địch WWE Women's Championship.
- Matt Hardy và Montel Vontavious Porter thi đấu trong trận tranh tài uống bia.
  - Hardy thông báo rằng Steve Austin sẽ thay thế anh.
- John Morrison đánh bại CM Punk để giữ lại đai ECW Championship (7:08)
  - Morrison hạ Punk với việc sử dụng dây võ đài để tạo lực đẩy.
- Triple H đánh bại King Booker (w/Queen Sharmell) (7:56)
  - Triple H hạ King Booker sau đòn Pedigree.
- Batista đánh bại World Heavyweight Champion The Great Khali (với Ranjin Singh) bằng disqualification
  - Khali đã mất quyền thi đấu sau khi đánh Batista bằng ghế sắt. Khali giữ lại đai.
- John Cena đánh bại Randy Orton để giữ lại đai WWE Championship (21:20)
  - Cena hạ Orton sau đòn FU.